# 迪布里夫卡 (梅德溫市鎮)
49°26′47″N 30°46′18″E / 49.44639°N 30.77167°E
迪布里夫卡（烏克蘭語：Дібрівка）是位於烏克蘭北部的村莊，由基辅州白采爾克瓦區的梅德溫市鎮負責管轄。該村面積0.6平方公里，海拔高度215米，2001年人口198，人口密度每平方公里330人。